# Repertorium specierum novarum regni vegetabilis

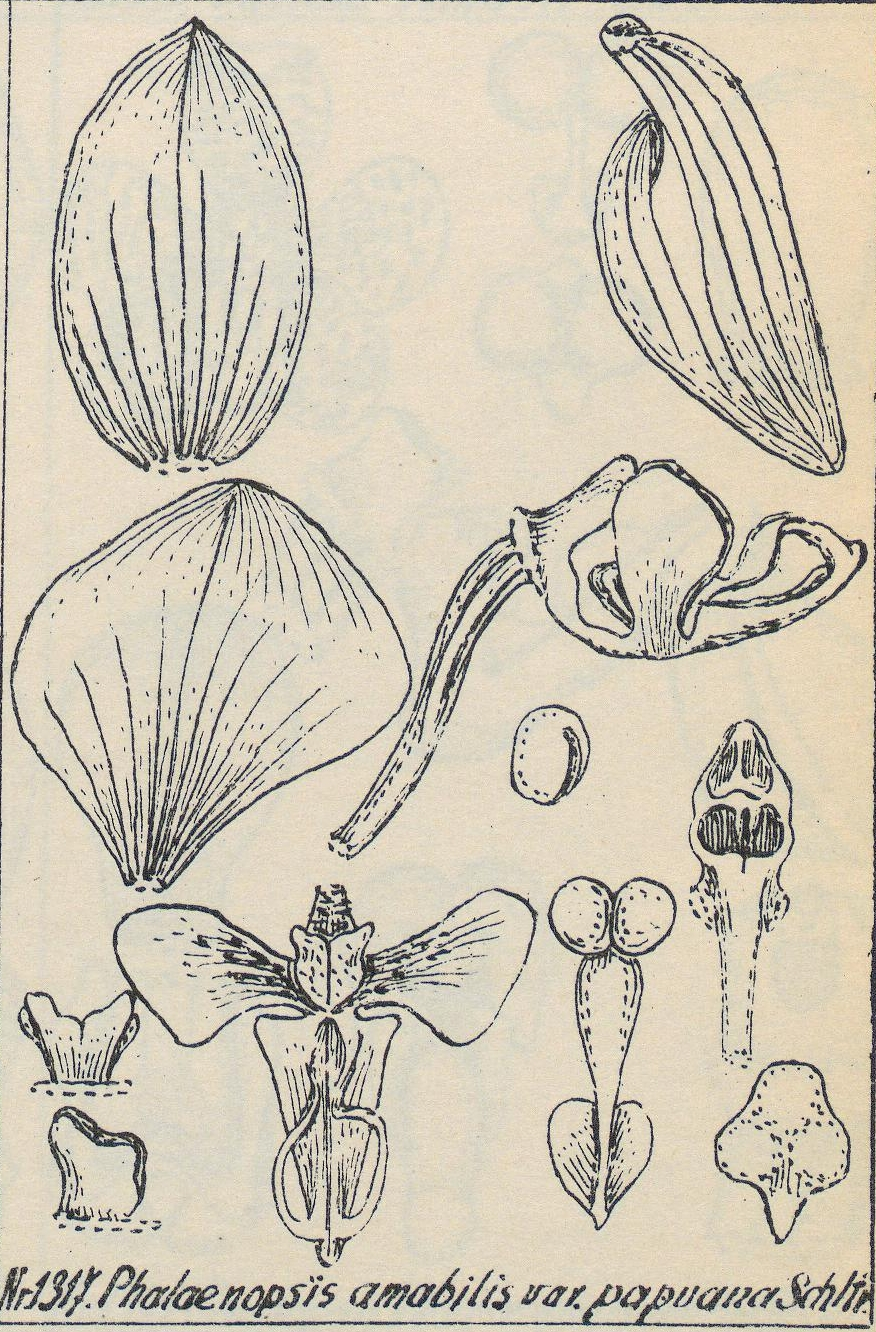
Jedna z ilustracji czasopisma

Repertorium specierum novarum regni vegetabilis (w publikacjach cytowane także w skrócie jako Repert. Spec. Nov. Regni Veg.) – ilustrowane czasopismo naukowe publikujące artykuły z zakresu botaniki i mykologii. Wydawane było w Berlinie w latach 1910–42. Było następcą czasopisma Repertorium novarum specierum regni vegetabilis. W 1943 r. czasopismo zmieniło nazwę na Feddes Repertorium Specierum Novarum Regni Vegetabilis.
Numery czasopisma do których prawa autorskie już wygasły zostały zdigitalizowane i są dostępne w internecie. Opracowano 5 istniejących w internecie skorowidzów umożliwiających odszukanie artykułu:
- Title – na podstawie tytułu
- Author – na podstawie nazwiska autora
- Date – według daty
- Collection – według grupy zagadnień
- Contributor – według instytucji współpracujących

Istnieje też skorowidz alfabetyczny obejmujący wszystkie te grupy zagadnień.